# Radio Nybro
Radio Nybro är en svensk närradiostation i Nybro. Stationen startade med bildandet av en närradioförening 24 maj 1983. Under icke programtid sänds sedan 1994 en program- och musikslinga. År 2001 kompletterades stationens ordinarie sändare på 98,1 MHz med en sändare för tätorten Nybro på 89,9 MHz. Fr.o.m 2011 sänds även webbradio.
Bland de sändande organisationerna finns Nybro Fria Församling, Socialdemokraterna, Pingstkyrkan, Centern och Nybro Missionsförsamling.

### Webbkällor
- Radio Nybros webbplats